# 체칼린

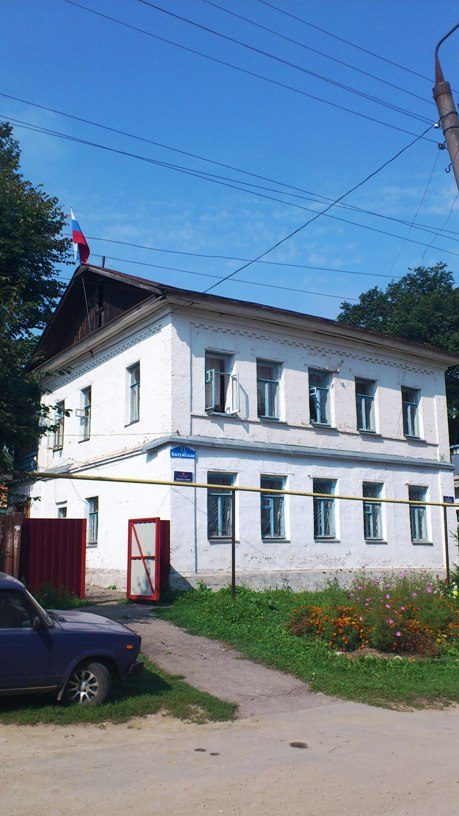

체칼린(러시아어: Чекалин)은 전에는 리흐빈(Лихвин)이라고 불렸다. 툴라주에 위치해 있으며, 오카강이 흐른다. 인구는 1만 151명(2002년)이다.